# Mont Sodoma
El mont Sodoma (àrab: جبل السدوم, Jabal as-Sudūm; hebreu: הר סדום, Har Sedom‎) és un turó situat a la part sud-oest de la mar Morta a l'Estat d'Israel. Forma part de la Reserva Natural del Desert de Judea, i pren el seu nom de la llegendària ciutat de Sodoma, la destrucció de la qual surt a la Bíblia.

## Descripció
El mont Sodoma va començar a alçar-se fa centenars de milers d'anys i continua fent-ho a una velocitat de 3,5 mil·límetres l'any.

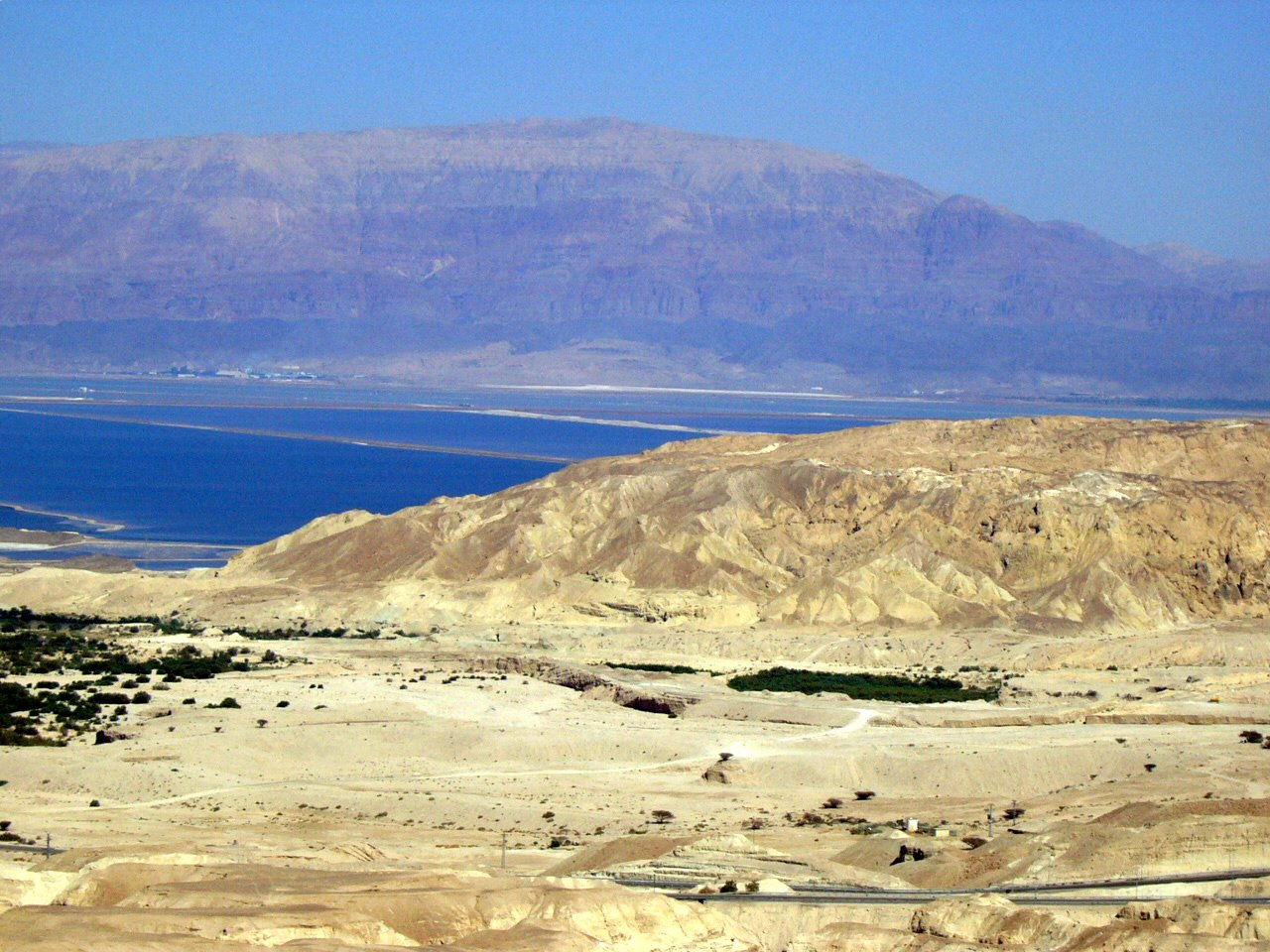
Part nord de la muntanya de Sodoma. Al fons, més enllà del mar Mort, s'hi veuen les muntanyes d'Edom.

Els moviments del sistema de la Gran Vall del Rift, juntament amb la pressió generada per la lenta acumulació de terra i roca, van pressionar les capes de sal, creant la muntanya de Sodoma. Té aproximadament un 80% de sal i està cobert per una capa de pedra calcària, argila i conglomerat arrossegats a mesura que va anar sortint des del fons de la vall.

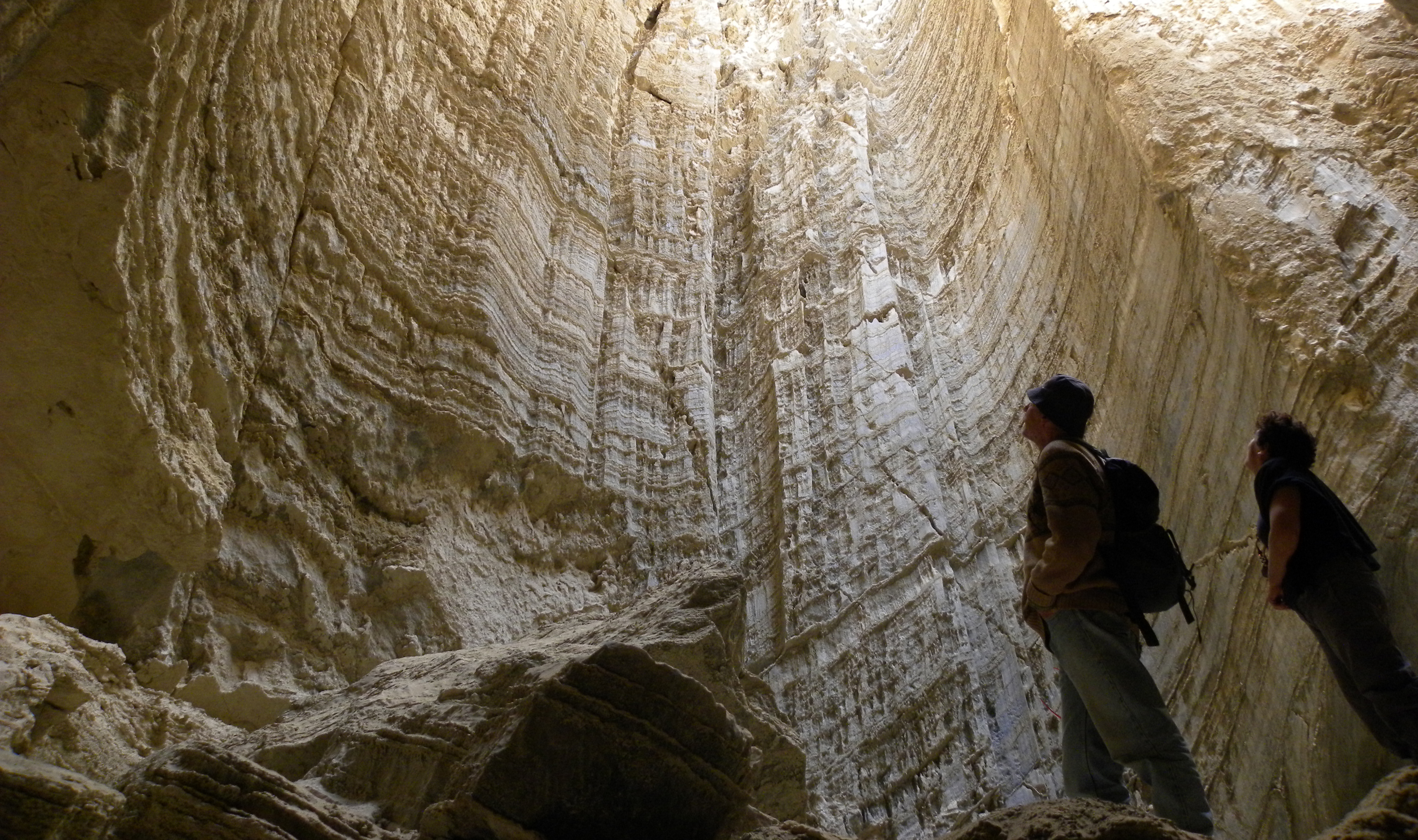
Cova de sal a les muntanyes de Sodoma.

El mont Sodoma forma part d'un sistema d'aproximadament 8 quilòmetres de llarg per 5 d'amplada. Sobresurt 226 metres per sobre del nivell de l'aigua del Mar Mort, tot i que es troba a 170 metres per sota del nivell mitjà del mar. A causa de la meteorització, algunes parts s'han separat. Un d'aquests pilars es coneix com "l'esposa de Lot", en referència al relat bíblic de la destrucció de Sodoma i Gomorra.

## Llibres
- Christian, Erhard; Mattes, Johannes; Plan, Lukas. Proceedings of the 12th EuroSpeleo Forum: Ebensee, Austria, August 23rd-26th, 2018 : Connecting Science (en anglès).  Speleological Society of Ebensee, 2018. ISBN 978-3-903093-30-0.
- Hareuveni, Imanuel. קום התהלך בארץ: מדריך שמורות טבע בישראל (Aixeca't i camina pel país: una guia de reserves naturals a Israel) (en hebreu).  Ministeri de Defensa d'Israel, 1985. ISBN 965-05-0193-2.
- Lefond, Stanley J. Handbook of World Salt Resources (en anglès).  pringer Science & Business Media, 2012, p. 384. ISBN 9781468407037.